# Padre Pedro e a Revolta das Crianças
Padre Pedro e a Revolta das Crianças é um filme brasileiro de 1984, do gênero aventura, dirigido por Francisco Cavalcanti e estrelado por Pedro de Lara.

## Sinopse
Padre Pedro é um homem corajoso, que está obstinado pela causa de sua igreja. Ele viaja de cidade em cidade, levando fé às pessoas e lutando contra os incrédulos na companhia de um bode e uma cabra. Ao chegar na pequena cidade de Serinhaém, descobre que a igreja local está fechada há anos. Um bandido de nome Rodrigo Napu e sua gangue amedrontam não só os padres, como também os moradores e até o prefeito e o delegado da região. Padre Pedro decide lutar contra a tirania de Napu e do Dr. Luiz Bell para trazer a paz de volta à cidade e cumprir sua missão de fé.

## Elenco
- Pedro de Lara - Padre Pedro
- José Mojica Marins (Zé do Caixão) - Rodrigo Napu
- Francisco Cavalcanti - Velho Bêbado
- Fernando Sanches Filho
- Turíbio Ruiz - Prefeito Ênio Rodrigues
- Rui Leal - Delegado Onofre Rodrigues
- Ricardo Perez Nunes - Dr. Luiz Bell
- Fábio Villalonga - Vice-prefeito
- Felipe Levoto
- Wanderley Tribeck - Filho do prefeito
- Tatiana Dantas - Mariana
- Agostinho Fortuna
- Gran Dine
- Fabrício Cavalcanti - Garotinho
- Caíto - Cantor
- Cleide Regina - Cantora
- Dalma Ribas
- Cristina Latauro - Garotinha
- Antônio do Cano
- José Sanches
- Nádia Tell
- Ernesto Plagno
- Lindomar Rodrigues
- Pinho Delmar
- Francisco Pereira
- Flávia Sanches
- Cleonice Conceição
- Ivo Holanda
- Narcizo Passos
- Carlinhos Aguiar - (não creditado)

### Participações especiais
- Gugu Liberato - Padre Sebastião
- Condessa Adelaide Di Nissa
- Petrucio Melo
- Wilza Carla

## Produção
Na década de 1980, Francisco Cavalcanti levou seu filho Fabrício para ser entrevistado no programa do Bozo, no SBT. Um dos integrantes da atração era Pedro de Lara, que propôs ao diretor a realização do filme. O texto foi redigido pelo próprio Pedro de Lara, mas Cavalcanti teve que fazer alterações.
| “                                                                 | Eu li o roteiro dele e era muito ruim. O roteiro tinha trezentas páginas. Era muito ruim, não se encontrava. E aí eu falei para ele: 'Eu não quero alterar a história. Mas se for pra fazer essa história vai dar mais de dez horas de filme. Está cheio de diretor aí. Pega outro diretor que eu não vou fazer uma história que não vai ligar os takes. Então, a única coisa que eu posso fazer pra rodar seu filme é dar uma mexida no seu roteiro, resumir a história'. | ” |
| — Francisco Cavalcanti, em depoimento ao Museu da Imagem e do Som | |   |

Padre Pedro e a Revolta das Crianças teve locações no município de Bom Jesus dos Perdões, em São Paulo.
O filme não teve financiamento de Silvio Santos, mas o SBT fez a divulgação em seus programas. José Mojica Marins chegou a ser convidado para o programa Viva a Noite, onde cortou as unhas. Chamadas também foram exibidas na programação da emissora.

## Estreia e recepção
O filme estreou no dia 9 de julho de 1984, no cine Ritz, em São Paulo. A Folha de S. Paulo destacou a "curiosa composição" do elenco, pois juntava Pedro de Lara, José Mojica Marins, Gugu Liberato e Wilza Carla.
Segundo Cavalcanti, o filme foi "razoavelmente bem" nas bilheterias.

## Possível continuação
Em 4 de outubro de 1984, o jornal Luta Democrática informou que Pedro de Lara planejava uma continuação com o título Padre Pedro e o Gigante, o que jamais aconteceu.